# Tarlac City
Tarlac City ist die Hauptstadt der Provinz Tarlac und liegt auf der Insel Luzon auf den Philippinen. Sie hat 342.493 Einwohner (Zensus 1. August 2015). Die Stadt gilt als eine der am höchsten urbanisierten Städte der Philippinen.

## Geographie
Tarlac City liegt im nördlichen Zentrum der großen zentralen Ebene der Insel Luzon. Ihre Nachbargemeinden sind Gerona im Norden, Santa Ignacia, San Jose im Westen, Capas, Conception im Süden, La Paz, Victoria im Osten.
Das Terrain ist ausgesprochen flach, nur 9 % der gesamten Stadtfläche von 274,66 km² weisen größere Steigungen von über 3 % auf. Durch das Stadtgebiet fließt der Tarlac River. Die Stadt liegt ca. 125 km nordwestlich der philippinischen Hauptstadt Manila.

## Sprachen
Die Muttersprache der Einwohner ist zu 44 % Ilokano und zu 43,6 % Kapampangan. Die anderen sprechen als Muttersprache Tagalog (12,4 %), Pangasinan (10,6 %) und andere regional vorkommende Dialekte.

## Religion
Die große Mehrheit der Bevölkerung (86,77 %) sind Anhänger des christlichen römisch-katholischen Glaubens. Weitere 7,77 % der Bevölkerung sind Anhänger der nur auf den Philippinen verbreiteten Kirche Iglesia ni Cristo. 5,46 % der Bevölkerung sind Anhänger anderer christlicher Sekten oder anderer Religionen.

## Geschichte
Die erste Ansiedlung auf dem Gebiet der Stadt wurde von Augustiner Mönchen im Jahre 1686 gegründet und wurde bereits 1727 eine unabhängige Gemeinde. Im Jahre 1788 wurde die Stadt Tarlac von Don Carlos Miguel and Don Narciso Castañeda gegründet und wurde 1973 Hauptstadt der neugegründeten gleichnamigen Provinz.
Während des Philippinisch-Amerikanischen Krieges war Tarlac die Hauptstadt der erste philippinischen Republik unter Gen. Emilio Aguinaldo nach dem Fall von Malolos City (Bulacan).
Die Stadt Tarlac erhielt am 13. März 1998, mit Inkrafttreten des Republic Act. 8593, den Titel einer Großstadt verliehen.

## Barangays
Die Großstadt Tarlac ist in 76 Barangays unterteilt.
| - Aguso - Alvindia Segundo - Amucao - Armenia - Asturias - Atioc - Balanti - Balete - Balibago I - Balibago II - Balingcanaway - Banaba - Bantog - Baras-baras - Batang-batang - Binauganan - Bora - Buenavista - Buhilit - Burot - Calingcuan | - Capehan - Carangian - Care - Central - Culipat - Cut-cut I - Cut-cut II - Dalayap - Dela Paz - Dolores - Laoang - Ligtasan - Lourdes - Mabini - Maligaya - Maliwalo - Mapalacsiao - Mapalad - Matatalaib - Paraiso | - Poblacion - Salapungan - San Carlos - San Francisco - San Isidro - San Jose - San Jose de Urquico - San Juan Bautista (vormals Matadero) - San Juan de Mata - San Luis - San Manuel - San Miguel - San Nicolas - San Pablo - San Pascual - San Rafael - San Roque - San Sebastian - San Vicente - Santa Cruz (Alvindia Primero) - Santa Maria - Santo Cristo - Santo Domingo - Santo Niño | - Sapang Maragul - Sapang Tagalog - Sepung Calzada (Panampunan) - Sinait - Suizo - Tariji - Tibag - Tibagan - Trinidad - Ungot - Villa Bacolor |

## Bildungseinrichtungen
- Tarlac State University